# Asser Levy Public Baths
El Asser Levy Public Baths  es un edificio histórico ubicado en Kips Bay, Nueva York. El Asser Levy Public Baths se encuentra inscrito  en el Registro Nacional de Lugares Históricos desde el 23 de abril de 1980. Brunner & Aiken fue el arquitecto del Asser Levy Public Baths.

## Ubicación
El Asser Levy Public Baths se encuentra dentro del condado de Nueva York en las coordenadas 40°44′09″N 73°58′35″O / 40.735833, -73.976389.